# Mónaco en los Juegos Olímpicos de Múnich 1972
Mónaco estuvo representado en los Juegos Olímpicos de Múnich 1972 por cinco deportistas masculinos que compitieron en dos deportes.
El portador de la bandera en la ceremonia de apertura fue el esgrimista Jean-Charles Seneca. El equipo olímpico monegasco no obtuvo ninguna medalla en estos Juegos.